# Brigitte Klesse
Brigitte Klesse (geboren am 28. September 1929 in Berlin; gestorben am 19. Januar 2014 in Bonn) war eine deutsche  Kunsthistorikerin und Museumsdirektorin.  

## Leben
Brigitte Klesse ist das dritte Kind der Ärzte Maria und Max Wilhelm Klesse (1896–1963), um die herum zur Zeit des Nationalsozialismus im November 1942 sich die sogenannte Gruppe „Mannhart“ gründete. Politische aktive Weggefährten waren damals Hans und Hildegard Schneider, Eltern der Politikwissenschaftlerin Gesine Schwan.
Nach dem Abitur 1947 besuchte sie zunächst die Berliner Meisterschule für Kunsthandwerk, an der sie 1950 die Gesellenprüfung für Handweberei bestand. Ab 1951 studierte sie Kunstgeschichte, Klassische Archäologie und Psychologie an der Universität zu Köln und wurde 1958 promoviert. Die Dissertation trug den Titel Die Darstellung von Seidenstoffen auf italienischen Bildern des 14. Jahrhunderts. Nach einem Volontariat am Historischen Museum Bern und am Bayerischen Nationalmuseum in München kam sie 1961 als Assistentin zum Kölner Kunstgewerbemuseum. Sie arbeitete danach als persönliche Referentin beim Generaldirektor der Kölner Museen, Gert von der Osten und war während dieser Zeit maßgeblich an der Gründung des späteren Museumsdienstes Köln beteiligt. Im Jahr 1972 wurde sie als Nachfolgerin von Erich Köllmann zur Direktorin des Kölner Kunstgewerbemuseums ernannt, mit dem sie 1989 in die Räume des ehemaligen Wallraf-Richartz-Museums zog und das sie bis 1992 leitete. Sie veranlasste auch die Umbenennung des Museums in Museum für Angewandte Kunst und führte eine Neukonzeption der Schausammlung zum historischen Kunsthandwerk durch und baute die Sammlungsbestände zum Design auf und aus. Klesse war nach Frieda Fischer-Wieruszowski (Museum für ostasiatische Kunst) eine der ersten Kölner Museumsdirektorinnen. Sie erweiterte die Sammlung systematisch um Objekte aus dem 19. und 20. Jahrhundert. Sie forschte, veröffentlichte  auf den Gebieten der europäischen Textil- und Glaskunst und organisierte Ausstellungen.
Klesse wurde 1974 habilitiert und lehrte nebenberuflich an der Universität zu Köln in den Gebieten Angewandte Kunst und Museologie. 1975 erhielt sie die Ernennung zur Außerordentlichen Professorin. Darüber hinaus engagierte sie sich in Gremien wie der Gutachterkommission für Lehrende in Künstlerischen Fächern des Ministeriums für Wissenschaft und Forschung, beim Kunsthistorikerverband und im International Council of Museums (ICOM).  In den Jahren 1987 bis 1989 war sie außerdem Mitglied im Stiftungsrat der Nordrhein-Westfalen-Stiftung für Naturschutz, Heimat- und Kulturpflege.  
1992 trat Klesse in den Ruhestand.

## Ehrungen
- 1995: Verdienstorden des Landes Nordrhein-Westfalen[6]
- Ehrenmitglied der Overstolzengesellschaft, dem Förderverein des Museums für Angewandte Kunst Köln, gegr. 1888 e.V.

## Veröffentlichungen (Auswahl)
- European glass from 1500-1800 : the Ernesto Wolf collection. 1987.
- Neuerwerbungen 1972/1982. Kunstgewerbemuseum der Stadt Köln, Köln 1982.
- mit H. Mayr: Verborgene Schätze aus sieben Jahrhunderten. Ausgewählte Werke aus dem Kunstgewerbemuseu der Stadt Köln. 1977.
- mit Gisela Reineking-Von Bock: Glas. Kunstgewerbemuseum der Stadt Köln. Köln, 1973.
- Katalog der italienischen, französischen und spanischen Gemälde bis 1800 im Wallraf-Richartz-Museum. Wallraf-Richartz-Museum. Köln, 1973.
- Seidenstoffe in der italienischen Malerei des 14. Jahrhunderts. Bern, Stämpfli, 1967.
- Majolika. Kunstgewerbemuseum der Stadt Köln, 1966.
- Die Darstellung von Seidenstoffen auf italienischen Bildern des 14. Jahrhunderts. München, 1959 (= Dissertation).